# Ангельберт II де Бриенн
Ангельберт II де Бриенн (фр. Engelbert II de Brienne; ум. после 1027) — граф Бриенна с 1004/1008 года.
Происхождение не выяснено. Вероятно, сын или внук основателя рода — Ангельберта I де Бриенна. Флодоард пишет, что в 951 году Готберт и его брат Ангельберт («Gotbertus…ac frater eius Angilbertus») построили замок Бриенн («munitionem…Brenam»), из которого совершали разбойничьи набеги на близлежащие населённые пункты. Далее Ангельберт I упоминается в документе, предположительно датированном 968 годом. Его дочь Ингельтруда (ум. после 980) была женой Милона II (ум. 980/992) — графа Тоннера. Когда тот умер, на часть его имущества претендовал «comes Ingelbertus» — вероятно, это был Ангельберт II де Бриенн.

## Семья
Первая жена — Вандальмодис, дочь графа, не известного по имени и происхождению, и его жены Аделы де Сален. От неё дети:
- Ангельберт III де Бриенн (ум. 1035 или позже)
- Ги де ла Пион.

Вторая жена — Аликс де Санс, дочь графа Санса Ренара I, вдова Жоффруа де Жуаньи. От неё дочь, имя которой не выяснено. Она не позднее 1027 года вышла замуж за Этьена де Во, который после смерти тёщи по правам жены унаследовал Жуаньи и с помощью тестя построил замок Жуанвилль.